# ارتش سوم زرهی (ورماخت)
ارتش سوم زرهی (به آلمانی: 3. Panzerarmee) یکی از ارتش‌های میدانی نیروی زمینی آلمان در دوره رایش سوم بود که در سال ۱۹۴۰ ابتدا تحت عنوان گروه زرهی ۳ تشکیل شد و در جبهه شرقی جنگ جهانی دوم به نبرد پرداخت. این یگان ۱ ژانویه سال ۱۹۴۲ به ارتش سوم زرهی تغییر نام داد.

## تشکیل
این یگان زرهی در ۱۶ نوامبر سال ۱۹۴۰ به کمک قرارگاه سپاه ۱۵ موتوریزه در ابتدا تحت عنوان گروه زرهی ۳، تشکیل شد.

## تاریخچه عملیاتی

### شوروی
گروه زرهی ۳ در جریان آماده‌سازی جهت تهاجم به شوروی، بین روزهای ۱۹ تا ۲۲ ژوئن سال ۱۹۴۱ در ناحیه سوواوکی مستقر شد. با وجود ضعف زیرساختی این ناحیه و وجود تنها دو راه برای تحرک یگان‌های گروه زرهی، عمل استقرار با جداسازی خودروهای رزمی از سایر خودروها و جداسازی دقیق مسیر حرکت نیروهای زرهی از نیروهای پیاده‌نظام، طبق برنامه صورت گرفت.

#### بلاروس
با آغاز عملیات بارباروسا در ۲۲ ژوئن سال ۱۹۴۱، گروه زرهی ۳ به فرماندهی ارتشبد هرمان هوت موظف بود در جناح شمالی گروه ارتش مرکز، با پیشروی سریع از جانب شمالی برآمدگی بیاویستوک به طرف شرق، از طریق ویلنا خود را به شمال مینسک برساند تا با الحاق به گروه زرهی ۲، نخستین حلقه محاصره نیروهای دشمن را در شرق این شهر ببندد.
این نیرو در روز نخست موفق شد با گذر از مرز در حد فاصل آسیب‌پذیر نیروهای جبهه شمال غربی در منطقه بالتیک و جبهه غربی شوروی در بلاروس هر چهار گذرگاه بر روی رودخانه نمان در منطقه عملیاتی خود یعنی سه پل پراهمیت در اولیتا و پل چهارم در مرکینه را در عمق ۴۵ تا ۷۰ کیلومتری، به شکل تخریب‌نشده تصرف کند. شکست ارتش سرخ در حفظ خط دفاعی رود نمان موجب تصرف سریع ویلنا، پایتخت جمهوری لیتوانی شوروی توسط گروه زرهی ۳ در ساعات اولیه صبح ۲۴ ژوئن شد. همان روز گروه زرهی ۳ از محدود شدن حرکت نیروهایش به یک ستون به جهت شرایط وخیم راه‌ها و کاهش یافتن سرعت کل نیروها به سرعت آهسته‌ترین خودروها خبر داد و افزود تمام آنچه در آن منطقه «جاده» خوانده می‌شود مسیرهایی خاکی هستند که مورد رسیدگی قرار نگرفته‌اند.
پیشروی نیروهای هوت پهنای شکاف بین ارتش سوم شوروی در جبهه غربی و ارتش یازدهم آن در جبهه شمال غربی را به ۱۶۰ کیلومتر افزایش داد. روز ۲۴ ژوئن فرماندهی گروه ارتش مرکز گروه زرهی ۳ را مأمور سلطه بر ارتفاعات شمال مینسک و همکاری با گروه زرهی ۲ در پاکسازی نیروهای در محاصره دشمن در این منطقه کرد. ضدحمله نیروهای جبهه غربی شوروی در جهت شمال، مینسک را بدون حفاظت زرهی رها کرد. در نتیجه، رخنه نیروهای هوت در ۲۶ ژوئن به سمت مینسک از جانب مالاژکنا تا حدود زیادی بدون مانع صورت گرفت. با این وجود ضد حمله نیروهای مکانیزه دشمن باعث افزایش پهنای شکاف بین گروه زرهی ۳ و یگان‌های پیاده‌نظام ارتش نهم در پشت سر آن شد. تهاجم گروه زرهی ۳ از شمال پیش از آن که گروه زرهی ۲ خود را به جنوب مینسک برساند، موجب گریز بسیاری از نیروهای شوروی به جانب جنوب شرقی شد. به هر حال سه روز بعد طلایه‌داران دو گروه زرهی با الحاق به یکدیگر حلقه بیرونی محاصره را در حومه شرقی مینسک در ۳۰۰ کیلومتری عمق خاک شوروی بستند تا چهار ارتش شوروی را به دام بیندازند. به هر صورت محاصره کاملاً موفقیت‌آمیز نبود و پیاده‌نظام نتوانست فاصله خود را با نیروهای زرهی حفظ کند. بدین ترتیب بخش‌هایی از چهار ارتش شوروی قادر شدند به سمت شرق عقب بنشینند.

#### روسیه

##### نبرد اسمولنسک
روز ۳۰ ژوئن فرانتس هالدر، رئیس ستاد کل نیروی زمینی به دو گروه زرهی ۲ و ۳ دستور داد هر چه سریع تر ناحیه بین پولوتسک تا روگاچف را پاکسازی کنند. گروه زرهی ۳ موظف شد پس از گذر از مناطق مردابی رود برزینای علیا، به یورش از دو طرف ویتبسک تا نواحی بین خط برزوفو و ولیژ بپردازد و برخی از یگان‌هایش را روانه نفل کند. یک لشکر زرهی و دو لشکر پیاده‌نظام موتوریزه برای پاکسازی محاصره مینسک پشت سر باقی گذاشته شدند تا این گروه زرهی با سه لشکر زرهی و یک لشکر پیاده‌نظام موتوریزه به پیشروی خود ادامه دهد. برای هماهنگی بیشتر بین نیروهای زرهی و قوای پیاده، گروه زرهی ۳ به همراه گروه زرهی ۲ و دو سپاه دیگر تحت فرمان فیلدمارشال گونتر فون کلوگه و ستادش در ارتش چهارم قرار گرفتند تا «ارتش چهارم زرهی» را شکل دهند.
نیروهای گروه زرهی ۳ با آغاز پیشروی به نیروهای تازه‌نفس دشمن برخورد کردند. بدی آب و هوا در برخی محدوده‌ها و راه‌های غیرقابل عبور نیز جابه‌جایی نیرو را دچار مشکل کرده بود. گروه زرهی ۳ که نیروهایش به تجهیزات غنیمتی فرانسوی مجهز شده بودند، گزارش کرد برخی یگان‌هایش قادر به ادامه رزم نیستند. در این شرایط، تنها یک لشکر از سپاه ۵۷ موتوریزه که از راه بسیار بهتری استفاده می‌کرد، توانست چهارم ژوئیه به گذرگاهی بر رود دوینای غربی در دیسنا در ۴۵ کیلومتری غرب پولوتسک دست یابد. پنجم ژوئیه سپاه ۳۹ موتوریزه در شمال اورشا زیر ضد حمله ارتش سرخ با قریب به ۷۰۰ تانک قرار گرفت. گروه زرهی ۳ در جناح چپ خود بین دریسا و پولوتسک نیز حالت تدافعی گرفته و تمام حملاتش را بر ویتبسک در بخش مرکزی متمرکز کرده بود. این شهر نهایتاً به کمک چهار لشکر در نهم ژوئیه به تصرف درآمد.
حرکت دو گروه زرهی در قالب برنامه به محاصره درآوردن مجدد نیروهای دشمن در یک منطقه بزرگ این بار با بستن حلقه محاصره در شرق اسمولنسک و در ادامه پیش‌روی سرنیزه زرهی با هدف مسکو صورت می‌گرفت. این درحالی بود که ظاهراً هیچ فرمان مرتبط با یکدیگری برای این دو گروه زرهی صادر نشده بود و آن‌ها با فرض این که تمرکز عملیاتی هر دو همچنان اسمولنسک و ویتبسک است، به اندازه کافی از مقاصد تاکتیکی و راهبردی یکدیگر آگاهی نداشتند. در نهایت حمله‌ای با استفاده از هر دو گروه زرهی به عنوان سرنیزه به قصد به محاصره درآوردن مقدار زیادی از نیروهای دشمن و شکستن خط مقدم آن با سلطه بر مثلث اسمولنسک-اورشا-ویتبسک طرح‌ریزی شود. بر اساس این طرح در جانب شمالی گروه زرهی ۳ به پیشروی خود به طرف مسکو ادامه می‌داد. هدف اولیه این نیرو رسیدن به خط برزوفکا-ولیژ-نفل بود. حمله اصلی این گروه زرهی متوجه ارتفاعات بین نفل و اسمولنسک می‌شد.
پس از رسیدن پیاده‌نظام ارتش نهم به ویتبسک، نیروهای زرهی هوت امکان ادامه پیشروی را به دست آوردند. سپاه ۳۹ موتوریزه سیزدهم ژوئیه خود را به دمیدوف و ولیژ رساندند. سپاه ۵۷ موتوریزه با پیشروی از گذرگاه دریسا به نفل دست یافت و به حرکت خود را به سمت ولیکیه لوکی ادامه داد. همان روز هوت می‌بایست ادامه پیشروی نیروهای خود را که موجب انحراف آن‌ها از هدف اصلی تهاجمی گروه ارتش مرکز می‌شد، متوقف و با سپاه ۳۹ موتوریزه بر محاصره در شمال اسمولنسک مترکز می‌شد. در این موقعیت سپاه ۳۹ موتوریزه تنها ۴۰ کیلومتر با نیروهای گروه زرهی ۲ در جنوب فاصله داشت. این سپاه ۱۵ ژوئیه توانست جاده اصلی و خط آهن اسمولنسک را قطع کند. در این شرایط یگان‌هایی از گروه زرهی ۳ با فاصله زیادی در شمال، مأمور حفظ ارتباط با گروه ارتش شمال و در عین حال پیشروی به سمت شرق شده بودند تا نتوانند به موقع در نبرد اسمولنسک مشارکت داشته باشند. با تصرف یارتسفو در شمال شرقی اسمولنسک توسط سر نیزه زرهی گروه زرهی ۳ و خود اسمولنسک توسط گروه زرهی ۲ در شانزدهم ژوئیه دومین محاصره عمده عملیات بارباروسا در شرف اتمام بود. حفره شرق اسمولنسک در نهایت ۲۴ ژوئیه بسته شد. در پایان نبردهای این منطقه در اثر شرایط وخیم زیر ساخت‌ها و افزایش مقاومت دشمن، اوایل ماه اوت تنها قریب به ۴۰ درصد از تانک‌های گروه زرهی ۳ در حالت عملیاتی باقی‌مانده بودند. این گروه زرهی در هفت هفته آغازین عملیات متحمل ۱۷۲۰۰ تن تلفات از جمله ۷۶۰ افسر شد.

##### توقف تدارکاتی
با شکست تجربه قرار دادن دو گروه زرهی تحت فرماندهی فون کلوگه، با سازمان دهی مجدد نیروها، گروه زرهی ۳ مجدداً تحت فرماندهی مستقیم گروه ارتش مرکز قرار گرفت. با وجود این که فرمان شماره ۳۳ پیشوا در ۱۹ ژوئیه، گروه زرهی ۳ را با تغییر جهت حرکت ملزم به الحاق به گروه ارتش شمال و یورش به سمت لنینگراد ساخته بود، مقاومت سرسختانه هالدر ارسال دو سپاه این نیرو را نزدیک به یک ماه به تأخیر انداخت. در چنین شرایطی، روز سی ژوئیه صدور فرمان شماره ۳۴ پیشوا، از گروه ارتش مرکز خواست در اولین فرصت ممکن گروه زرهی ۳ را جهت تقویت و تسلیح مجدد از میدان‌های نبرد عقب بکشد. این فرمان ده روز به گروه زرهی ۳ فرصت داد شرایط لازم جهت تحقق فرمان شماره ۳۳ پیشوا را فراهم آورد. شش لشکر گروه زرهی ۳ می‌بایست به گروه زرهی ۴ در به محاصره درآوردن نیروهای دشمن در مناطق شمالی و قطع راه انتقال نیروی کمکی و تدارکات به ناحیه لنینگراد که به تنهایی از عهده گروه ارتش شمال خارج بود، یاری می‌رساندند. به هر صورت هیلتر تحت تأثیر آرای هالدر مبنی بر اهمیت مسکو، روز ۱۲ اوت با صدور تکمله‌ای بر فرمان شماره ۳۴، لزوم قرار گرفتن گروه زرهی ۳ تحت کنترل گروه ارتش شمال را کنار نهاد و صرفاً از گروه ارتش مرکز خواست جناح چپ خود را به سمت شمال حرکت دهد تا این امکان برای گروه ارتش شمال فراهم آید که پیاده‌نظام بیشتری به جانب لنینگراد گسیل دارد. با این حال همچنان تلاش‌هایی جهت انتقال چند لشکر به گروه ارتش شمال صورت گرفت. بدین ترتیب سپاه ۳۹ موتوریزه ۱۵ اوت جهت پیوستن به گروه ارتش شمال از گروه زرهی ۳ جدا شد. سپاه ۵۷ موتوریزه نیز از ۲۳ اوت جهت ایجاد اتصال با گروه ارتش شمال، یورش خود به سمت ولیکیه لوکی در جانب شمال را آغاز کرد.
با وجود جدا شدن هر دو سپاه آن و باقی نماندن هیچ نیرویی در اختیار هوت، قرارگاه گروه زرهی ۳ در جایگاه ذخیره ارتش نهم، همچنان همراه گروه ارتش مرکز باقی‌ماند. انتقال نیروهای گروه ارتش مرکز به جناحین، موجب توقف دوماهه ادامه پیشروی به جانب شرق شد. نهایتاً با دست‌کشیدن از تصرف لنینگراد و بسنده به محاصره آن، روز ۱۲ سپتامبر گروه ارتش شمال مأمور شد دو سپاه ۴۱ و ۵۶ موتوریزه گروه زرهی ۴ خود را به گروه ارتش مرکز بسپارد. این دو سپاه با حرکت به سمت جنوب در اختیار گروه زرهی ۳ قرار گرفتند.

##### نبرد مسکو
بعد از ظهر روز ۵ دسامبر، ارتشبد گئورگ-هانس راینهارت، فرمانده گروه زرهی، به فیلدمارشال فدر فون بک، فرمانده گروه ارتش مرکز، گزارش کرد گروه زرهی ۳ کاملاً توان تهاجمی خود را از دست داده‌است و هیچ نیروی ذخیره‌ای ندارند. راینهارت در این گزارش سرمای هوا را با اثری بسیار سو بر نیروهایش دانست. او اعلام کرد خط کانال مسکو-ولگا هر چه سریع‌تر می‌بایست رها شود. با آغاز ضد حمله ارتش سرخ از ۵ دسامبر، گروه زرهی ۳ در شمال غربی مسکو با قرار داشتن در خطر افتادن در محاصره در اثر تهاجم نیروهای دشمن از جانب شمالی، اقدام به عقب‌نشینی کرد. روز ۱۰ دسامبر تهاجم دشمن در شرق کلین دفع شد اما تهدید در جناح غربی و مسیر عقب‌نشینی بیشتر نیروهای گروه زرهی همچنان باقی بود. به هر صورت پیاده‌نظام دشمن بعد از ظهر همان روز این مسیر را سد کرد. با این حال روز بعد ضد حمله یگان‌های زرهی گروه زرهی مسیر را مجدداً بازگشایی نمود. روز نخست سال ۱۹۴۲، جهت تقویت روحیه نیروها، گروه زرهی ۳ به سطح ارتش میدانی ارتقا یافت و به «ارتش سوم زرهی» تغییر عنوان داد. به هر صورت به عقیده راینهارت، توان این یگان در این زمان تنها به اندازه یک سپاه بود.

## فرماندهان
| تصویر | نام                 | درجه                                                      | آغاز فرماندهی  | پایان فرماندهی |
| ----- | ------------------- | --------------------------------------------------------- | -------------- | -------------- |
|       | هرمان هوت           | ارتشبد                                                    | ۱۶ نوامبر ۱۹۴۰ | ۵ اکتبر ۱۹۴۱   |
|       | گئورگ-هانس راینهارت | انتصاب با درجه سپهبد ارتقا به درجه ارتشبد (۱ ژانویه ۱۹۴۲) | ۵ اکتبر ۱۹۴۱   | ۱۶ اوت ۱۹۴۴    |
|       | ارهارت راوس         | ارتشبد                                                    | ۱۶ اوت ۱۹۴۴    | ۱۰ مارس ۱۹۴۵   |
|       | هاسو فون مانتویفل   | سپهبد                                                     | ۱۰ مارس ۱۹۴۵   | ۳ مه ۱۹۴۵      |

## ترکیب یگان‌ها
در آغار عملیات بارباروسا:
- سپاه ۳۹ موتوریزه - سپهبد رودولف اشمیت
  - لشکر چهاردهم پیاده‌نظام موتوریزه - سرلشکر فریدریش فورست
  - لشکر بیستم پیاده‌نظام موتوریزه - سرتیپ هانس سورن
  - لشکر هفتم زرهی - سرتیپ هانس فرایهر فون فونک
  -  لشکر بیستم زرهی - سرتیپ هورست اشتومپف
- سپاه ۵۷ موتوریزه - سپهبد آدولف-فریدریش کونتسن
  -  لشکر هجدهم پیاده‌نظام موتوریزه - سرتیپ فریدریش هرلاین
  -  لشکر دوازدهم زرهی - سرتیپ یوزف هارپه
  -  لشکر نوزدهم زرهی - سرلشکر اتو فون کنوبلسدورف